# Дягилевы
Дягилевы — русские дворянские роды.

## История рода
В первой половине XVI века семнадцать представителей рода владели поместьями в Тверском уезде. Михаил Никитич вёрстан новичным окладом по Твери (1596). Усманец Меркула Дягиилев (1685).
Дворянский род этой фамилии был внесён герольдией во II часть родословной книги Курской губернии Российской империи. Предки Дягилевых владели поместьями в середине XVI века.
Другой род Дягилевых более позднего происхождения, потомство «пашенного» крестьянина Терентия Степановича Дягилева, жившего в Чубаровской слободе Тобольского уезда. Его сын — Фёдор Терентьевич, внук — Павел Фёдорович (ок. 1704—1761) — шихтмейстер. Сын последнего — управляющий Каменского завода в Пермской губернии Василий Павлович Дягилев (1737—1802) , потомками которого являются Дмитрий Васильевич, Павел Дмитриевич, Павел Павлович и Сергей Павлович Дягилевы.